# 坎特雷爾 (伊利諾伊州)
坎特雷爾（英語：Cantrall）是位於美國伊利諾伊州桑加蒙縣的一個村落。

## 地理
坎特雷爾的座標為39°56′17″N 89°40′36″W / 39.93806°N 89.67667°W，而該地最高點為海拔高度180米（即591英尺）。

## 人口
根據2010年美國人口普查的數據，坎特雷爾的面積為0.68平方千米，當中陸地面積為0.68平方千米，而水域面積為0.00平方千米。當地共有人口139人，而人口密度為每平方千米204人。